# 4-Hydroxybutanal
4-Hydroxybutanal (γ-Hydroxybutyraldehyd) ist eine chemische Verbindung aus der Gruppe der Aldehyde. Es ist ein chemisches Zwischenprodukt bei der Biosynthese des Neurotransmitters γ-Hydroxybuttersäure aus 1,4-Butandiol.

## Gewinnung und Darstellung
4-Hydroxybutanal erhält man durch die Hydroformylierung von Allylalkohol mit Wasserstoff und Kohlenmonoxid. Es kann auch durch biotechnologische Methoden gewonnen werden.

## Eigenschaften
4-Hydroxybutanal ist eine farblose Flüssigkeit, die wenig löslich in Chloroform und löslich in Ethylacetat ist. Sie tautomerisiert zu Tetrahydro-2-furanol.

## Verwendung
4-Hydroxybutanal wird zur Herstellung von Arzneistoffen (wie Etodolac) und Tetrahydrofurylethern verwendet.